# Pavol Jantausch

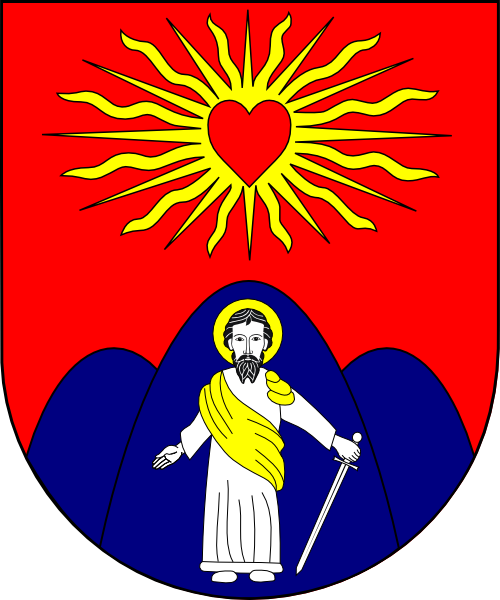
Wappen des Apostolischen Administrator von Trnava

Pavol Jantausch (* 27. Juni 1870 in Vrbové, Königreich Ungarn; † 29. Juni 1947 in Trnava, Tschechoslowakei, heute Slowakei) war Apostolischer Administrator der römisch-katholischen Apostolische Administratur Trnava, dem späteren Erzbistum Trnava.

## Leben
1870 in Vrbove geboren, besuchte Pavol Jantausch Gymnasien in Trnava und Bratislava, das Priesterseminar in Esztergom und promovierte in Wien. Am 21. September 1893 wurde er zum Priester geweiht. Er war Pfarrer in mehreren Gemeinden des Erzbistums. Papst Pius XI. ernannte ihn am 29. Mai 1922 zum Apostolischen Administrator von Trnava und am 30. März 1925 zum Titularbischof von Priene. Die Bischofsweihe spendete ihm am 14. Juni 1925 der Bischof von Nitra, Bischof Karol Kmetko. 1930 setzte er sich für eine Kloster-Niederlassung der Prämonstratenser in Vrbove ein. 1938 gründete er das Priesterseminar in Trnava.
Seine letzte Ruhestätte fand er in seiner Heimatstadt Vrbove.